# 西太良駅
西太良駅（にしたらえき）は、かつて鹿児島県大口市曽木（現・伊佐市大口曽木）に設置されていた、日本国有鉄道（国鉄）宮之城線の駅（廃駅）である。
1987年（昭和62年）1月10日、宮之城線の廃止に伴い、廃駅となった。

## 歴史
- 1937年（昭和12年）12月12日：薩摩永野駅 - 薩摩大口駅間開業に伴い、一般駅として新設[1]。
- 1961年（昭和36年）10月23日：貨物の取り扱いを廃止する[1]。
- 1971年（昭和46年）10月1日：交換設備の運用を停止。荷物扱い廃止[2]。無人駅化[3]。
- 1987年（昭和62年）1月10日：宮之城線の全線廃止に伴い、廃駅となる[1]。

## 駅構造
廃止時点で木造駅舎と島式ホーム1面1線（片面使用）を有する無人駅であったが、1971年（昭和46年）までは島式ホーム1面2線で列車交換が行われており、駅員も配置されていた。
使われなくなった駅舎側の線路は、交換設備運用停止後は一部撤去されたが、廃止時まで放置されていた。

## 廃止後の状況
公園として整備され、園内に記念碑と踏切警報機が保存されている。

## 隣の駅
日本国有鉄道
宮之城線
針持駅 - 西太良駅 - 羽月駅